# The Midnight Man (film, 1919)
Pour plus de détails, voir Fiche technique et Distribution.
The Midnight Man est un film américain réalisé par James W. Horne en 1919. Il est aujourd'hui considéré comme un film perdu.

## Distribution
- James J. Corbett :  Bob Gilmore
- Kathleen O'Connor : Nell
- Joseph W. Girard : Morgan
- Frank Jonasson : John Gilmore
- Joseph Singleton : détective Arnold
- Orrall Humphrey : Ramah
- Georgia Woodthorpe : Martha
- William Sauter : Hargreaves
- Noble Johnson : Spike
- Sam Polo
- Montgomery Carlyle
- Ann Forrest